# Iáson Fotílas
Iáson Fotílas (en grec Ιάσων Φωτήλας), né le 25 septembre 1969 à Patras en Grèce, est un homme politique grec.

## Biographie
Aux élections législatives grecques de janvier 2015, il est élu député au Parlement grec sur la liste de La Rivière dans la circonscription de l'Achaïe.